# Gregory Peck
Gregory Peck (5 tháng 4 năm 1916 – 12 tháng 6 năm 2003) là một diễn viên điện ảnh và sân khấu Mỹ. Ông là một trong những đại minh tinh của 20th Century Fox trong những thập niên 40 đến 60. Ông để lại dấu ấn với Atticus Finch trong bản phim Giết con chim nhại năm 1962, và vai diễn này đã đem lại cho ông tượng vàng Oscar. Tổng thống Mỹ Lyndon Johnson đã tặng thưởng Peck Huân chương tự do của Tổng thống Hoa Kỳ năm 1969 cho những cống hiến không ngừng nghỉ cho hoạt động nhân đạo. Năm 1999, Viện phim Mỹ xếp Peck trong 50 nam huyền thoại màn bạc trong lịch sử điện ảnh vị trí thứ 12.

## Các giải thưởng
- 5 đề cử Oscar: 1945, 1946, 1947, 1949 và 1962, đoạt 1 (1962)
- Giải Quả cầu vàng: 1947, 1963, 1999. Một đề cử năm 1978
- Giải Quả cầu vàng Cecil B. DeMille: 1969
- Giải Thành tựu trọn đời của Viện phim Mỹ: 1989
- Giải Gấu vàng - danh dự (1993)

Năm 1969, Lyndon Baines Johnson tặng ông Huân chương Tự do Tổng thống

## Phim tham gia
| - Days of Glory (1944) - The Keys of the Kingdom (1944) - The Valley of Decision (1945) - Spellbound (1945) - The Yearling (1946) - Duel in the Sun (1946) - The Macomber Affair (1947) - Gentleman's Agreement (1947) - The Paradine Case (1947) - Yellow Sky (1949) - The Great Sinner (1949) - Twelve O'Clock High (1949) - The Gunfighter (1950) - Captain Horatio Hornblower (1951) - Only the Valiant (1951) - Screen Snapshots: Hollywood Awards (1951) (chương trình ngắn) - David and Bathsheba (1951) - Pictura: An Adventure in Art (1951) (phim tài liệu) - The Snows of Kilimanjaro (1952) - The World in His Arms (1952) - The Million Pound Note (1953) - Roman Holiday (1953) - Night People (1954) - The Purple Plain (1954) - The Man in the Gray Flannel Suit (1956) - Moby Dick (1956) - Designing Woman (1957) - The Hidden World (phim tài liệu) - The Bravados (1958) - The Big Country (1958) - Pork Chop Hill (1959) - Beloved Infidel (1959) - On the Beach (1959) - The Guns of Navarone (1961) - Cape Fear (1962) - Lykke og krone (1962) (phim tài liệu) - How the West Was Won (1962) - Giết con chim nhại (1962) - Captain Newman, M.D. (1963) - Behold a Pale Horse (1964) - Mirage (1965) | - John F. Kennedy: Years of Lightning, Day of Drums (1966) (phim tài liệu) - Arabesque (1966) - Pähkähullu Suomi (1967) - The Stalking Moon (1969) - Mackenna's Gold (1969) - The Chairman (1969) - Marooned (1969) - I Walk the Line (1970) - Shoot Out (1971) - Billy Two Hats (1974) - The Dove (1974) (sản xuất) - The Omen (1976) - MacArthur (1977) - The Boys from Brazil (1978) - The Sea Wolves: The Last Charge of the Calcutta Light Horse (1980) - The Blue and the Gray (1982) (Abraham Lincoln) - The Scarlet and the Black (1983) - Terror in the Aisles (1984) (phim tài liệu) - Sanford Meisner: The American Theatre's Best Kept Secret (1985) (phim tài liệu) - Directed by William Wyler (1986) (documentary) - Amazing Grace and Chuck (1987) - Old Gringo (1989) - Super Chief: The Life and Legacy of Earl Warren (1989) (phim tài liệu) (đề cử 2 giải Oscar) - Other People's Money (1991) - Frederic Remington: The Truth of Other Days (1991) (phim tài liệu) - Cape Fear (1991) - The Portrait (1993) - L'Hidato Shel Adolf Eichmann (1994) (phim tài liệu) - Wild Bill: Hollywood Maverick (1996) (phim tài liệu) - The Art of Norton Simon (1999) (chương trình ngắn) - A Conversation With Gregory Peck (2000) (phim tài liệu) |